# Biserica Sfântul Gheorghe - Grivița
Biserica Sfântul Gheorghe - Grivița este un lăcaș de cult ortodox aflat în București, sectorul 1.

## Istoric
1926 - 1931: Biserica este construită de Pr. Stelian Marinescu cu sprijinul CFR, după un proiect al arhitectului C. Pomponiu, paroh Stelian Marinescu (1913 -1950) și pr. Alexandru Ionescu (1931-1950).
1944: Biserica este grav avariată în cutremurul din 1940 și bombardamentele din 1944. 
1949 - 1971: Încep reparațiile: pr. Stelian Marinescu (†1978), continuate de către pr. Dumitru Popescu, paroh (1950-1970), care înlătură molozul, rezidește turlele, planșeul central și sânurile laterale. Pictura în frescă și mozaic a fost executată de maeștrii Gheorghe Răducanu și Iosif Vass (1972-1976), pr. paroh suplinitor Ion Surubaru (1973) și pr. Paroh Ion Cristache (1974-1976). Până în 1971 s-a slujit numai în pronaos.
1977: După cutremurul din 1977, reparații parțiale pr. Tanase Niculescu (paroh 1977-1991) și pr. Dumitru Popescu (†1990).
1992 - 2008: Revenit din Melbourne, Australia, pr. dr. Dumitru Găină reia activitatea de paroh și obține multiple realizări între care: împrejmuirea curții bisericii cu gard metalic, renovarea bisericii la exterior, interior și subsol, centrala termică, stație de amplificare și aer condiționat; montează termopane și grilaje la ferestre, restaurează pictura, consolidează turla mare și o repictează (Vasile Sârbu), construiește trapeza la subsolul bisericii și amenajează depozitul de lumânări și biblioteca, ridică în curte lumănarar, grup sanitar, capelă mortuara și acopera biserica cu tabla de cupru, înzestrand-o cu cele necesare.
Acestea sunt realizări obținute cu: preotii conslujitori Tănase Niculescu (†2001), Ghe. Zaharia (1996-2005), Petre Ignat (2005 - ) și Silviu Marian Chițu (2005 - ), epitropii Teodor Palade, Iulian Mesina, consilieri și credincioși, sub patriarhii Teoctist (†2007) și Daniel.

## Elemente de artă
Planul bisericii Sfântul Gheorghe Grivița este de dimensiuni mari (33x15-18,5 m), de tip triconic, cu o turlă poligonală zveltă peste naos și alte două turnuri octogonale mai mici, cu baze asemenea, ce flanchează vestibulul la fațadă.
Pronaosul este acoperit cu o boltă cilindrică care se reazemă pe o je galerie de arcade în registrul superior suprapusă peste arce sprijinite pe coloane cu capiteluri decorate, în registrul inferior. Interiorul este impunator prin dimensiuni. Lumina naturală, filtrată prin vitralii, estompează culorile.
Catapeteasma, amvonul și stranele sunt din lemn sculptat. Intrarea în biserică se face printr-un pridvor deschis, mai scund decât pronaosul cu trei arcade semicirculare frontale, înălțate, sprijinite pe coloane cu socluri și capiteluri decorate floral.
LLC
De o parte și de alta a portalului de intrare, sub pridvor, există două mozaicuri icoane în care sunt reprezentați Sfinții Apostoli Petru și Pavel. Icoana Sfântului Gheorghe patronul bisericii, lucrată în mozaic, este așezată într-o nișă deasupra pridvorului sub un mic fronton curbat.
Deși este tratată orizontal, existența celor trei turle zvelte, precum și faptul ca biserica este mult înălțată față de nivelul trotuarului, lasă privitorului o senzație de mărime și verticalitate. La o mai bună percepere a bisericii contribuie și vecinatatea construcțiilor existente, cu parter și 1-2 etaje.

## Cimitir
Cimitirul Veșnicia (Străulești 1) este proprietatea  parohiei, având o suprafață de 38766mp.